# 데이터베이스 시스템
데이터베이스 시스템은 자료를 데이터베이스에 저장 관리하며 필요한 정보를 제공하는 컴퓨터 기반 시스템이다. 데이터베이스 시스템의 구성요소는 데이터베이스, DBMS, 사용자, 하드웨어이다.

## 같이 보기
- 데이터베이스
- DBMS